# Quách Thục phi (Đường Ý Tông)
Đường Ý Tông Quách Thục phi (chữ Hán: 唐懿宗郭淑妃; không rõ năm sinh năm mất) là một phi tần rất được sủng ái của Đường Ý Tông Lý Thôi trong lịch sử Trung Quốc. Bà là mẹ của Đồng Xương công chúa và dính tới nghi án tư thông với con rể là Vi Bảo Hành, làm ảnh hưởng tới chính sự nhà Đường đang trên bờ vực diệt vong.
Khi triều Đường xảy ra bạo loạn Hoàng Sào, Quách Thục phi bị mất tích trong cơn biến, không rõ kết cục ra sao.

## Tiểu sử

### Vận vương thiếp
Không rõ tên thật và ngày sinh của Quách Thục phi, bà làm thiếp cho Đường Ý Tông khi ông còn là Vận vương Lý Ôn.
Vào lúc đó, Lý Ôn tuy là con trưởng nhưng không được sự yêu thương của Đường Tuyên Tông. Sau khi Tuyên Tông lên ngôi, ông chỉ được bố trí ở Thập lục trạch, nơi ở của các thân vương trong triều đình thay vì được lập làm Hoàng thái tử và sống tại Đông cung. Trong khi đó, người em ông là Quỳ vương Lý Tư lại nhận được sự sủng ái của Tuyên Tông và được sống trong cung. Đường Tuyên Tông từng có ý lập Lý Tư làm Thái tử, nhưng vì Lý Tư không phải là con trưởng nên Tuyên Tông do dự không quyết, cuối cùng thì trong suốt 13 năm tại vị không bao lập Thái tử. Mặc dù vậy, nhưng Quách thị luôn chăm nom ông cẩn thận và luôn làm Ôn vương dễ chịu.
Năm Đại Trung thứ 3 (849), Quách thị hạ sinh cho Ôn vương một con gái, sau này là Đồng Xương công chúa.

### Thục phi nhà Đường
Năm Đại Trung thứ 7 (856), Đường Tuyên Tông băng hà. Ôn vương Lý Ôn đăng cơ Hoàng đế vị, tức Đường Ý Tông. Quách thị được sách phong làm Thục phi (淑妃), địa vị cao thứ hai trong hậu cung. Con gái bà được phong làm [Đồng Xương công chúa; 同昌公主]. Dẫu không có con trai, Quách Thục phi vẫn giữ vững vị thế của mình do Đồng Xương công chúa là công chúa được sủng ái nhất trong số các con gái của Ý Tông.
Năm Hàm Thông thứ 9 (868), Đồng Xương công chúa hạ giá lấy Tân khoa tiến sĩ Vi Bảo Hành. Lễ thành hôn của con gái yêu, Đường Ý Tông ban tặng rất nhiều vàng bạc, châu báu làm của hồi môn, cùng với một cung điện lớn. Vì cưới được Đồng Xương công chúa, Vi Bảo Hành được phép ra vào trong cung và thường xuyên dự yến tiệc với Quách Thục phi, từ đây xuất hiện tin đồn bà thường qua lại với Bảo Hành để tư thông.
Năm Hàm Thông thứ 11 (870), Đồng Xương công chúa lâm bệnh qua đời. Đường Ý Tông cảm thấy đau buồn và tức giận, đã cho giết Hàn lâm y quan Hàn Tông Thiệu và hơn 20 người khác do không tận tình cứu chữa cho công chúa; thân tộc của họ bị giam vào ngục ở Kinh Triệu. Ý Tông cùng Quách Thục phi vô cùng thương nhớ công chúa nên đã hạ lệnh cho nhạc công sáng tác ra Thán bách niên khúc (歎百年曲) có âm điệu ai oán thê lương, cho nghệ sĩ biểu diễn. Số nghệ sĩ là hơn 100 người, được bố trí vàng bạc châu báu làm thủ sức, dùng một tấm lụa dài 800 thất làm thảm múa. Khi những người này ca múa xong thì vàng bạc rơi đầy bao phủ khắp cung điện.
Năm Hàm Thông thứ 13 (872), Đường Ý Tông phong cho Lưu Nghiệp cùng Triệu Ẩn lên nắm giữ tướng vị cùng với Phò mã Vi Bảo Hành. Ngoài ra đối với người nhà của Quách Thục phi, Ý Tông cũng hết sức che chở. Em trai của Quách Thục phi là Quách Kính Thuật (郭敬述) mưu đồ đại sự, đại thần Vi Ân Dụ tố giác lên triều đình. Đường Ý Tông không những không tra xét mà còn đánh chết Ân Dụ, sau đó mỗi khi đại thần nào tố cáo người của Quách Thục phi thì đều bị quở mắng hay xử phạt rất nặng. Lúc này thì hoàng thất, đặc biệt là các công chúa ngày một kiêu ngạo, hống hách, dâm loạn không còn biết tới tôn ti lễ giáo gì nữa. Năm thứ 14 (873), Đường Ý Tông băng ở Hàm Ninh điện, chung niên 41 tuổi. Hoàng đế Di chiếu cho Vi Bảo Hành nhiếp Trùng tể, phò trợ Phổ vương Lý Nghiễm đăng cơ, đổi tên là Huyên, tức Đường Hi Tông. Gần như ngay lập tức sau khi Hi Tông tức vị, Vi Bảo Hành bị đưa đi lưu đày rồi bị buộc phải tự sát. Tuy nhiên, Quách Thục phi vẫn ở trong cung.
Năm Khánh Minh nguyên niên (880), nhà Đường bị tàn phá do các cuộc khởi nghĩa nông dân của Vương Tiên Chi và Hoàng Sào. Trường An thất thủ, Hy Tông cùng hoàng tộc chạy đến Thành Đô. Quách Thục phi bị mất tích trong cơn biến loạn. Sau đó không ai biết bà ở đâu, từ đó không còn tung tích gì về Quách Thục phi.